# Potentilla morefieldii
Potentilla morefieldii är en rosväxtart som beskrevs av B. Ertter. Potentilla morefieldii ingår i Fingerörtssläktet som ingår i familjen rosväxter. Inga underarter finns listade i Catalogue of Life.